# Bab Mahrouk

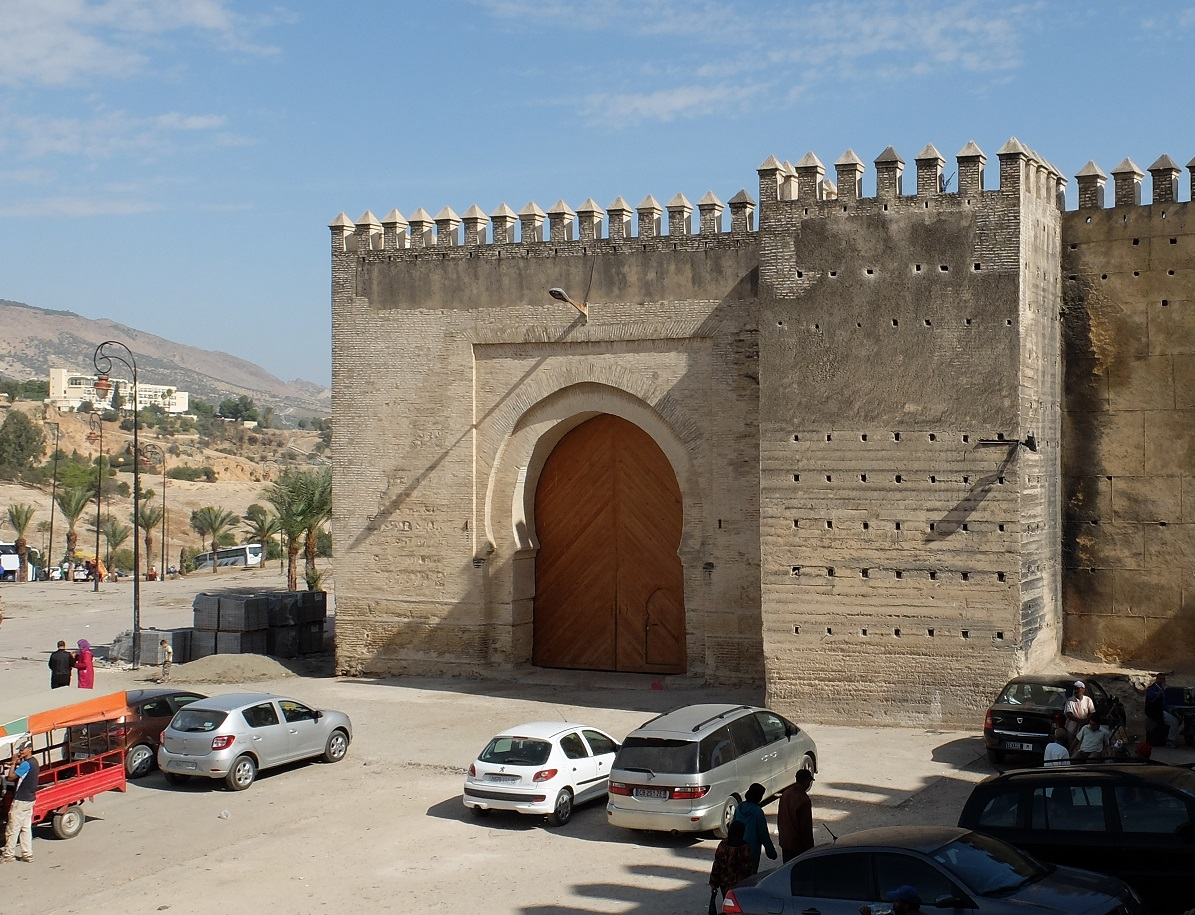
Bab Mahrouk am westlichen Rand der Medina von Fès

Das Bab Mahrouk (seltener Bab Mahruq, arabisch باب المحروق, DMG Bāb al-Maḥrūq ‚Tor des Verbrannten‘) ist ein Stadttor aus almohadischer Zeit in der Nordwestecke der Medina von Fès in Marokko. Als Teil der Medina von Fès zählt es seit dem Jahr 1981 zum UNESCO-Welterbe, doch wird es von Touristen im Allgemeinen nur wenig beachtet.

## Lage
Das Bab Mahrouk ist nur wenige Meter vom Bab Chorfa (14. Jahrhundert) und vom neuzeitlichen Bab Boujeloud (19. Jahrhundert) entfernt. Der ummauerte Friedhof des Cimetière Bab Mahrouk befindet sich auf der anderen Straßenseite. Der Busbahnhof von Fès und das Hotel des Merinides liegen nur etwa 100 bzw. 500 m nordöstlich.

## Geschichte
Das Stadttor wurde im Jahr 1204 vom Almohaden-Sultan Muhammad an-Nasir, der auch die Stadtmauer erneuern ließ, in Auftrag gegeben. Die Stelle diente wohl schon länger als Rahmen für Urteilsvollstreckungen; das Tor unterstrich ihre Bedeutung. Im Jahr 1374 wurden hier die Überreste des zuvor erdrosselten, aus Andalusien stammenden und in Fès wegen angeblicher Ketzerei (zandaqa) hingerichteten Universalgelehrten Ibn al-Chaṭīb verbrannt und im Tor selbst beigesetzt. Gegen Ende des 20. Jahrhunderts wurde das Bab Mahrouk restauriert.

## Architektur und Dekor
Das einportalige Tor ist nahezu schmucklos, doch wirkt es durch seinen versenkten Mittelteil mit Hufeisenbogen und rahmendem Alfiz durchaus repräsentativ. Der gewölbte Eingangsbereich zur Medina ist – wie bei vielen Torbauten der islamischen Welt – um 90 Grad abgewinkelt; die Innenseite des Tors ist – wahrscheinlich nachträglich – etwas reicher gestaltet worden. Auf dem Tor und der benachbarten Stadtmauer aus Stampflehm befindet sich ein – ursprünglich wahrscheinlich anders gestalteter – Zinnenkranz.

## Bedeutung
Im Vergleich zu den nur wenige Jahre älteren, ebenfalls almohadischen Steintoren in den neugegründeten Städten Rabat (Bab des Oudaïas, Bab er Rouah) und Marrakesch (Bab Agnaou) ist das Bab Mahrouk deutlich weniger repräsentativ, was an der unter den Almohaden sinkenden Bedeutung der alten Stadt Fès liegen mag. Es vereint antik-römische Ziegelsteinbauweise mit islamisch-maurischen Traditionen und bildet auf diese Weise ein Bindeglied zwischen beiden Welten.